# Абрамцевский художественный кружок

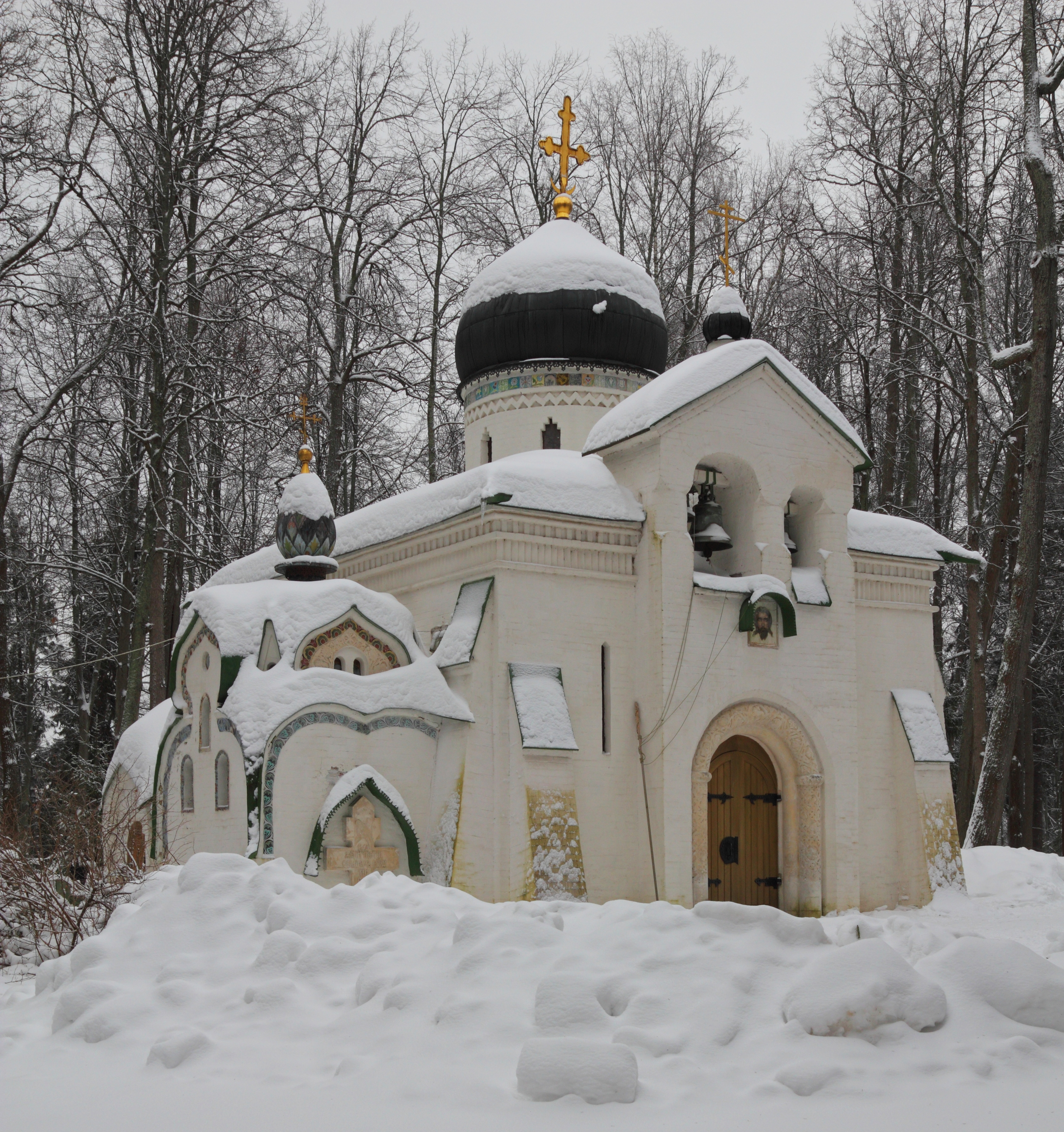
Церковь Спаса Нерукотворного Образа, 1881-82.
Усадьба Абрамцево
Арх. П. М. Самарин по рисункам В. М. Васнецова и В. Д. Поленова

Абра́мцевский худо́жественный кружо́к (мамонтовский кружок) — неформальное объединение русской интеллигенции (художников, музыкантов, театральных деятелей и др.). Кружок был задуман в 1872 году в Риме. Началом своей деятельности участники кружка считали 1878 год, так как пятнадцатилетний юбилей отмечали в январе 1893 года. Время окончания деятельности объединения определить затруднительно. Последний домашний спектакль в Абрамцеве состоялся в 1897 году. Выросшая из театральной деятельности кружка Русская частная опера просуществовала до 1900 года, а затем преобразованная в Товарищество оперных артистов — до 1904 года. Ещё дольше работали художественные мастерские: гончарная в Москве до 1918 года и столярная в Абрамцеве до 1920-х годов. 
Художественная жизнь кружка развивалась в основном в Абрамцеве — усадьбе предпринимателя и мецената С. И. Мамонтова, расположенной вблизи Сергиева Посада.

## История создания
В 1872 году Савва Мамонтов знакомится в Риме с будущими основателями кружка: В. Д. Поленовым, М. М. Антокольским и А. В. Праховым.
В 1874 году, после возвращения в Россию, Мамонтов приглашает художников в свой московский дом на Садовой-Спасской улице и в имение Абрамцево.
В 1880-х годах Абрамцевский художественный кружок существенно расширился, к нему присоединяются: В. А. Серов, К. А. Коровин, И. Е. Репин, В. М. Васнецов, А. М. Васнецов, М. А. Врубель, Е. Д. Поленова, М. В. Нестеров, М. Ф. Якунчикова.
В имении были организованы мастерские традиционных художественных ремёсел, ставились любительские спектакли (способствовавшие созданию в 1890-х годах Московской частной русской оперы).

## Участники кружка
| Художники, художественные деятели и члены семьи Мамонтовых | Основные работы, сделанные в рамках Мамонтовского кружка |
| ---------------------------------------------------------- | --- |
| Антокольский Марк Матвеевич                                | Скульптура: «Христос перед судом народа» (1876), бюст С. И. Мамонтова (1878), горельеф «Голова Иоанна Крестителя» для церкви Спаса Нерукотворного в Абрамцеве (1880-е). |
| Бондаренко Илья Евграфович                                 | Архитектура: жилые помещения, декорационная и гончарная мастерские в мамонтовском владении на Бутырке (1896—1899), восстановление Солодовниковского театра (1898), павильоны «Русской деревни» Кустарного отдела на Всемирной выставке в Париже (1899—1900). Театр: оформление спектаклей «Моцарт и Сальери», «Борис Годунов» (1898). |
| Васнецов Аполлинарий Михайлович                            | Живопись: «Абрамцево. Избушка на курьих ножках» (1882), «Абрамцево. Яшкин дом», «Абрамцево. К грозе», «Серый денёк» (1883), «Абрамцево. Закат», «Абрамцево. Дорога в поле», «Абрамцево» (1884), «Лесная тропинка» (1885), «Осинки. Абрамцево» (1886), «Абрамцево. Сумерки» (1889), «Дорога в Абрамцеве», «Молодая рожь», «Цветущий луг» (1880-е), «Абрамцево. В лесу» (1894), «Родина» (1886), «Аллея в Абрамцеве» (1917). Театр: оформление спектаклей Русской частной оперы — «Жизнь за царя», «Псковитянка» (1896), «Ховановщина» (1897), «Борис Годунов» (1898) — и Товарищества оперных артистов — «Сказка о царе Салтане» (1900), «Сказание о великом граде Китеже и тихом озере Светлояре» (1903). |
| Васнецов Виктор Михайлович                                 | Архитектура: проект церкви Спаса Нерукотворного в Абрамцеве, эскиз беседки «Избушка на курьих ножках» (1883), проект фасада Третьяковской галереи (1900). Живопись: картины «Три царевны подземного царства» (1879—1881), «Битва скифов со славянами» (1879), «Ковёр-самолёт» (1880), «После побоища Игоря Святославича с половцами» (1880), «Алёнушка» (1881), «Витязь на распутье» (1882), «Богатыри» (1881—1889), пейзажи «Ахтырка» (1879), «Берёзовая роща в Абрамцеве» (1879), «Ахтырский дуб» (1880), «Долина речки Вори у деревни Мутовки» (1880), «Пруд в Ахтырке» (начало 1880-х), «Мелколесье (Ахтырка)» (начало 1880-х), «Затишье» (1881), «Пейзаж под Абрамцевом» (1881), «Дубы в Абрамцеве» (1881), «Дубовая роща в Абрамцеве» (1883), натюрморт «Букет. Абрамцево» (1881), панно-фриз «Каменный век» для Исторического музея в Москве (1882—1885), портреты Е. Г. Мамонтовой (1885), В. С. Мамонтовой (1886) Иконопись: иконы «Богоматерь», «Сергий Радонежский», «Митрополит Алексий», «Князь Владимир». Майолика: эскиз майоликового фриза для здания Третьяковской галереи (1903). Скульптура: бюст И. Е. Репина (1880). |
| Ваулин Пётр Кузьмич                                        | Декоративно-прикладное искусство: заведовал технологической частью керамической мастерской в Амбрамцеве (1890—1896). |
| Врубель Михаил Александрович                               | Архитектура: проект флигеля дома Мамонтовых (1892). Живопись: картины «Демон (сидящий)» (1890), «Морская царевна» (1898), «Прощание царя морского с царевной Волховой» (1898), «Царевна-лебедь» (1900), «Лебедь» (1901), графические портреты А. С. Мамонтова, В. С. Мамонтова, А. С. Мамонтовой (все в 1880—1881), портреты В. С. Мамонтова (1890—1891), С. И. Мамонтова (1897), картина «С. И. Мамонтов и министр путей сообщения С. Ю. Витте среди инженеров-путейцев на Севере» (1890-е), панно «Сказка», «Князь Гвидон и Царевна Лебедь» (оба в 1890-е), «Принцесса Грёза», «Микула Селянинович» (оба в 1896). Майолика: панно «Принцесса Грёза» для фасада гостиницы «Метрополь» (1899—1903), наборные панно для каминов «Микула Селянинович и Вольга» (1898—1899). Скульптура: декоративные скульптуры «Волхова», «Морская царевна», «Садко», «Весна», «Купава», «Мизгирь», «Берендей», «Лель» (все в конце 1890-х). Театр: оформление спектаклей Русской частной оперы — «Риголетто» (1896), «Миньон», «Рогнеда» (1896), «Садко» (1897), «Моцарт и Сальери» (1898), «Царская невеста» (1899), «В 1812 году», «Кавказский пленник», «Ожерелье» (1899), «Мазепа», «Ася», «Сказка о царе Салтане», «Чародейка», «Вильям Ретклиф» (1900), «Тангейзер», «Купец Калашников», «Пиковая дама» (1901). |
| Головин Александр Яковлевич                                | Декоративно-прикладное искусство: создание и оформление павильонов Кустарного отдела на Всемирной выставке в Париже (1898—1900, совместно с К. А. Коровиным, Н. Я. Давыдовой и М. Ф. Якунчиковой), интерьеры «русской столовой» для усадебного дома В. В. и М. Ф. Якунчиковых в Наре (1898, совместно с Е. Д. Поленовой). Майолика: панно на тему «Времена года» (в конце 1890-х), панно для оформления фасадов гостиницы «Метрополь» (1900—1903). |
| Киселёв Александр Алексеевич                               | Живопись: «Дом в Абрамцеве», «Цветы. Бегонии», «Цветник в Абрамцеве», «Церковь в Абрамцеве», портреты Е. Г. Мамонтова, А. С. Мамонтова (все в 1890-х). |
| Коровин Константин Алексеевич                              | Архитектура: павильон «Крайний Север» Всероссийской выставки 1986 года, павильоны Кустарного отдела на Всемирной выставке 1900 года в Париже. Декоративно-прикладное искусство: изразцовые фризы «Лодки», «Лебеди», каминные вставки «Садко», «Русалки». Живопись: портреты актрисы Т. С. Любатович (1880-е), итальянского певца Анджело Мазини (1880-е), Ф. И. Шаляпина (1905), пейзажи и пейзажные этюды «Речка Воря. Абрамцево» (1880-е), «Пейзаж с мостиком» (1886), «Пруд. Осень» (1890-е), картины «У балкона. Испанки Леонора и Ампара» (1886), «Северная идиллия» (1886), «Улица во Флоренции и дождь» (1888), панно «Северное сияние», «Базар у пристани в Архангельске», «Ловля рыбы на Мурманском море», «Охота на моржей», «Белые медведи» (все в 1896). Театр: оформление спектаклей Русской частной оперы — «Аида», «Лакме», «Кармен» (1885), «Князь Игорь», «Псковитянка» (1896), «Хованщина», «Садко» (1897), «Юдифь», «Борис Годунов», «Боярыня Вера Шелога» (1898). |
| Кузнецов Николай Дмитриевич                                | Живопись: портреты А. С. Мамонтовой (1883), Верушки Мамонтовой (1883), пейзажи «Вид в Абрамцеве» (1885), «Опушка леса. Абрамцево» (1880-е). |
| Левитан Исаак Ильич                                        | Театр: декорации к спектаклям Русской частной оперы — «Русалка», «Фауст», «Севильский цирюльник», «Гугеноты», «Жизнь за царя», «Снегурочка» (1885), «Алая роза» (1886). |
| Мамонтов Савва Иванович                                    | Майолика: два фриза «Листья», горельеф «Мальчик, играющий на мандолине», бюст «Орфей». Скульптура: бюсты и барельефы И. ф. Мамонтова (1873), Н. В. Неврева (1873), В. А. Гартмана (1873), Е. Г. Мамонтовой (1874), Г. Н. Федотовой (1874), С. П. Чоколова (1875), А. Ф. Кони (1880), В. М. Васнецова (1880), Н. В. Якунчиковой (1880), З. Н. Якунчиковой (1882), М. М. Антокольского (1883), В. И. Сурикова (1895), В. Д. Поленова (1890-е), Н. А. Римского-Корсакова (1900), Ф. И. Шаляпина в роли Демона (1900), Жюля Девойода (1900), В. С. Мамонтовой (1900). |
| Мамонтова Елизавета Григорьевна                            | Архитектура: участие в создании церкви Спаса Нерукотворного в Абрамцеве (1881—1882). |
| Мамонтов Сергей Саввич                                     | Живопись: светотеневые портреты М. А. Врубеля, К. С. Станиславского. Литература: рассказы и пьесы «В сельце Отрадном», «Сочельник», «1812», «Ценою крови», «Царь Сауд» (совместно с С. И. Мамонтовым). Мозаика: портрет С. И. Мамонтова, женская головка. |
| Мамонтов Андрей Саввич                                     | Монументально-декоративное искусство: принимал участие в росписи Владимирского собора в Киеве под руководством А. В. Прахова и В. М. Васнецова (1890—1891). |
| Мамонтов Всеволод Саввич                                   | |
| Мамонтова Вера Саввична                                    | Модель для портрета В. А. Серова «Девочка с персиками» (1887). |
| Мамонтова Александра Саввична                              | |
| Неврев Николай Васильевич                                  | Архитектура: участие в создании церкви Спаса Нерукотворного в Абрамцеве (1881—1882). Живопись: портрет управляющего имением Мамонтовых П. И. Рыбакова (1871), «Портрет садовника» (начало 1870-х), картины «Василиса Милентьева и Иван Грозный» (начало 1880-х), «Воевода». Иконопись: образ Николая Чудотворца для Абрамцевской церкви (1882). |
| Нестеров Михаил Васильевич                                 | Живопись: картины «Пустынник» (1888), «За приворотным зельем» (1888), «Видение отроку Варфоломею» (1890), этюды к картине «Отрочество Сергия» (1891), картина «Юность преподобного Сергия» (1892—1897), этюды «Окрестности Хотькова» (1895), «Весна в Абрамцеве» (1890-е), «Река Воря в Абрамцеве» (1917), «Осень в Абрамцеве» (1917), картина «Философы» (1917). Монументально-декоративное искусство: эскизы к росписям во Владимирском соборе в Киеве (1892). |
| Остроухов Илья Семёнович                                   | Живопись: пейзажи и этюды «Церковь в Абрамцеве» (1880-е), «Интерьер Абрамцевской церкви» (1883), «В парке» (1885), «В абрамцевском парке» (1887), «Берёзки» (1887), «Последний снег. Абрамцево» (1887), «Лодка „Кулебяка“» (1895), «Рожь» (1895), «Река Воря», «В Абрамцеве», «Осень в Абрамцеве», «Полянка. Окрестности Абрамцева» (все в 1880—1890-е). Театр: эскизы декораций к спектаклю «Кармен» (1885). |
| Поленов Василий Дмитриевич                                 | Архитектура: проектирование и отделка церкви Спаса Нерукотворного в Абрамцеве (1881—1882). Декоративно-прикладное искусство: рисунки для изразцов Абрамцевской церкви (1882). Живопись: пейзажи «Папоротники» (1873), «Лодка на Воре в Абрамцеве», «Абрамцево. Речка Воря», «Берёзовая аллея в парке» (все в 1880), «На лодке. Абрамцево» (1880), «Лодка» (1880), «Река Воря» (1881), «Верхний пруд в Абрамцеве» (1882), «Лес в Абрамцеве» (1888), «Вид в Абрамцеве» (1890), «Пруд в Абрамцеве» (1883), натюрморт «Букет цветов» (1880), портрет И. А. Спиро (1881), картины «С. И. Мамонтов и И. А. Спиро у рояля» (1882), «Осень в Абрамцеве», «Христос и грешница» (1888). Иконопись: иконы для иконостаса Абрамцевской церкви — «Тайная вечеря», «Княгиня Ольга», «Св. Кирилл и Мефодий», «Св. Алимпий», «Нестор Летописец», «Св. Всеволод», «Св. Александра», образ Нерукотворного Спаса над входом в церковь (все в 1882). Театр: оформление спектаклей Русской частной оперы — «Фауст» (1885), «Гугеноты» (1885), «Аида» (1885), «Алая роза» (1886), «Орфей» (1897), «Аскольдова могила» (1897), «Ожерелье» (1899). |
| Поленова Елена Дмитриевна                                  | Декоративно-прикладное искусство: более ста эскизов предметов утвари и мебели, оформление интерьера столовой-церкви ремесленного училища в Кологриве (1893—1894), подготовка Кустарного отдела для Всемирной выставки в Париже (1898), проект интерьеров «русской столовой» для дома М. Ф. Якунчиковой в Наре (1898, заканчивал А. Я. Головин). Живопись: акварель «Столовая в доме С. И. Мамонтова в Москве» (1884), акварельные пейзажи «Сухая черёмуха», «На опушке леса. Купавы» (1885), «Жёлтые цветы (купальницы)» (1885), «Заводь в Абрамцеве» (1888), «Сороки» (1880-е), «Пейзаж. Абрамцево» (1889), «Поляна в лесу» (1894), «Дорога в Быково», «Пейзаж с рекой», «Лесная сторожка зимой», «Дворик с водовозом (Зимка)», «Зимой в парке» (все в 1890-е), картина «Зверь» (1890-е). Иконопись: икона «Князь Фёдор с сыновьями Константином и Давидом» для Абрамцевской церкви. Иллюстрация: в абрамцевский цикл вошли «Белая уточка» (1886), «Лисичка-сестричка и волк», «Волк и лиса» (обе в 1886—1887), «Дед Мороз» (1888), «Война грибов» (1886), «Иванушка-дурачок» или «Сивка-бурка» (1887), «Избушка на курьих ножках» (1889) и другие. Театр: костюмы к спектаклю «Снегурочка» Русской частной оперы (1885). |
| Прахов Адриан Викторович                                   | |
| Прахов Мстислав Викторович                                 | |
| Репин Илья Ефимович                                        | Архитектура: участие в обсуждении проекта, строительстве и внутренней отделки церкви Спаса Нерукотворного в Абрамцеве (1881—1882). Живопись: картина «Проводы новобранца» (1879), эскиз картины «Запорожцы пишут письмо турецкому султану», портрет С. И. Мамонтова, «Букет цветов», «Девочка с букетом», портрет С. И. Мамонтова в белой блузе (1879), портреты Е. Г. Мамонтовой, С. Ф. Мамонтовой, «На мостике в парке», натюрморт «Яблоки», «На меже (Вера Алексеевна Репина с детьми идёт по меже)», этюды к картине «Крестный ход в Курской губернии» (1883), картина «Летний день в Абрамцеве» (1880), этюды «Горбун», «Голова горбуна» (оба в 1881). Иконопись: образ Спаса Нерукотворного для Абрамцевской церкви (1882). Скульптура: бюсты С. И. Мамонтова (1880), Н. И. Пирогова (1881). |
| Серов Валентин Александрович                               | Декоративно-прикладное искусство: вазы «Чёрт, вылезающий из корчаги», садовая с морскими чудовищами, «Летящий демон», панно «Утопленница», вставки «Богатырь», «Св. Георгий Победоносец». Живопись: портреты И. В. Юркевича, С. Ф. Мамонтовой (оба в 1875), натюрморт «Яблоки и листья» (1875), портреты спящего Мамонтова, А. С. Мамонтова, Е. Г. Мамонтовой, С. И. Мамонтова, П. Н. Баташева (все в 1880-е), «Собака Снежок» (1880-е), «Гренадёр» (1884), портреты М. Ф. Якунчиковой (1884), Ю. П. Таньона, «Наброски животных», «Наброски всадников, мужиков с лошадьми», портрет С. И. Мамонтова (1885), пейзажные этюды «Зима в Абрамцеве», «Прудик. Абрамцево», «Дом в Абрамцеве» (все в 1886), «Дорога в Абрамцеве» (1880-е), наброски жанровых сцен «Катенье на лыжах», «Игра в шахматы», портреты С. И. Мамонтова, П. Н. Баташёва, Ю. Н. Фрея (все в 1880-е), «Девочка с персиками» (1887), портрет В. С. Мамонтова, графические портреты Е. Г. Мамонтовой, С. Ф. Чижа, «Семья Мамонтовых за обеденным столом» (все в 1887), портрет С. И. Мамонтова (1890), портреты итальянского певца Анджело Мазини (1890), итальянского певца Франческо Таманьо (1891—1893), этюды «На Мурмане», «Белое море», «Поморы» (все в 1894). Театр: оформление опер родителей А. Н. и В. С. Серовых на сцене Русской частной оперы — «Рогнеда» (1896), «Юдифь» (1898), «Илья Муромец» (1899), оформление спектакля «Садко» (1897). |
| Якунчикова Мария Васильевна                                | Декоративно-прикладное искусство: эскизы для столярной мастерской, панно «Гадалки», рельеф «Филин и девочка», картина «Молчание», вставка «Сова». |
| Якунчикова Мария Фёдоровна                                 | Декоративно-прикладное искусство: оформление Кустарного павильона на Всемирной выставке в Париже 1900 года. |

## Галерея избранных работ

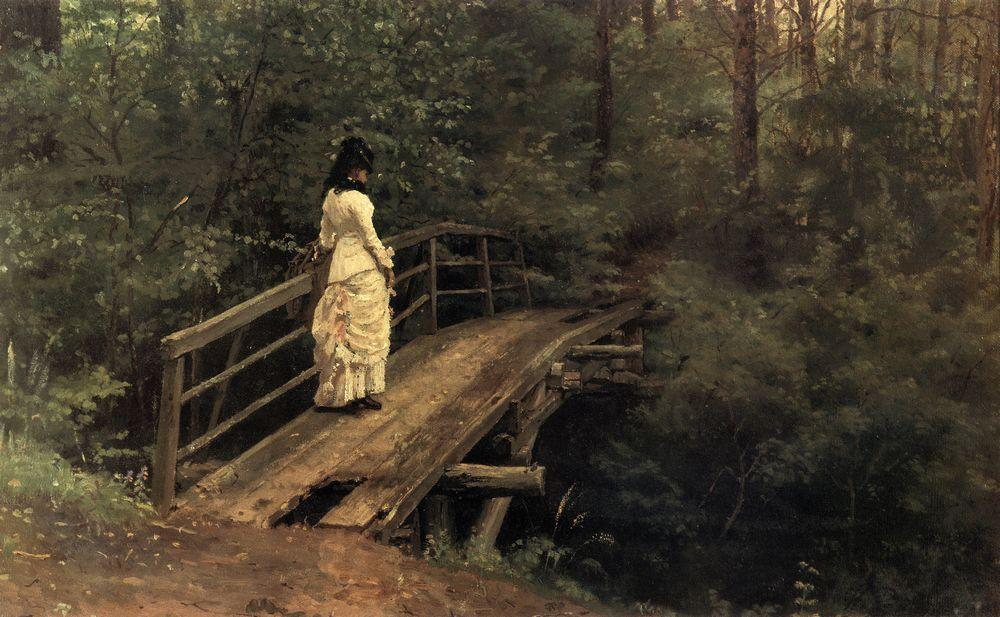
И. Е. Репин. Вера Алексеевна Репина на мостике в Абрамцеве, 1879.Музей личных коллекций ГМИИ имени А. С. Пушкина
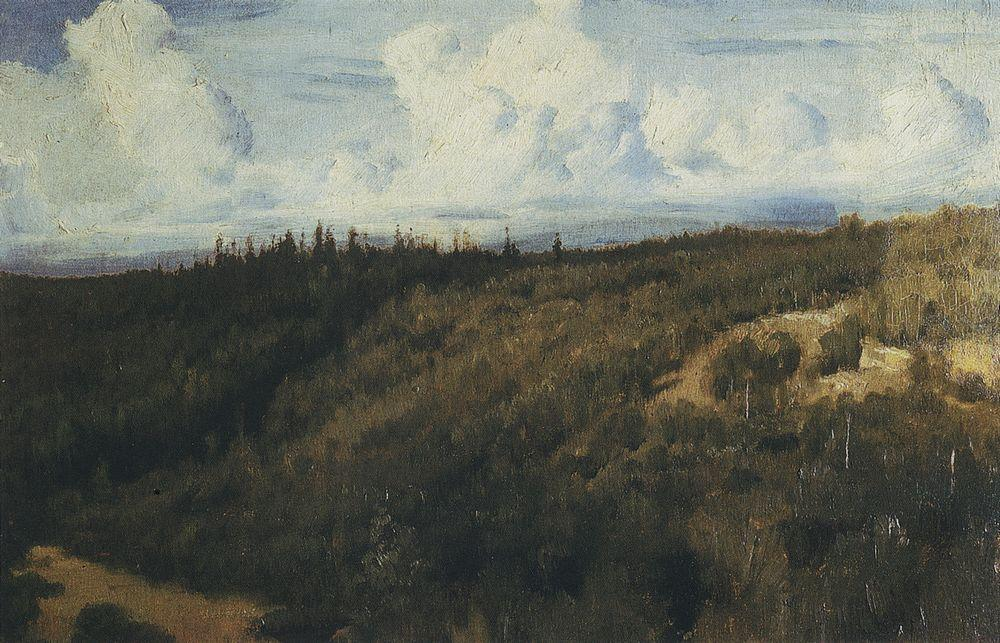
В. М. Васнецов. Пейзаж под Абрамцевым. Этюд для картины «Богатыри»,1881. Государственная Третьяковская галерея
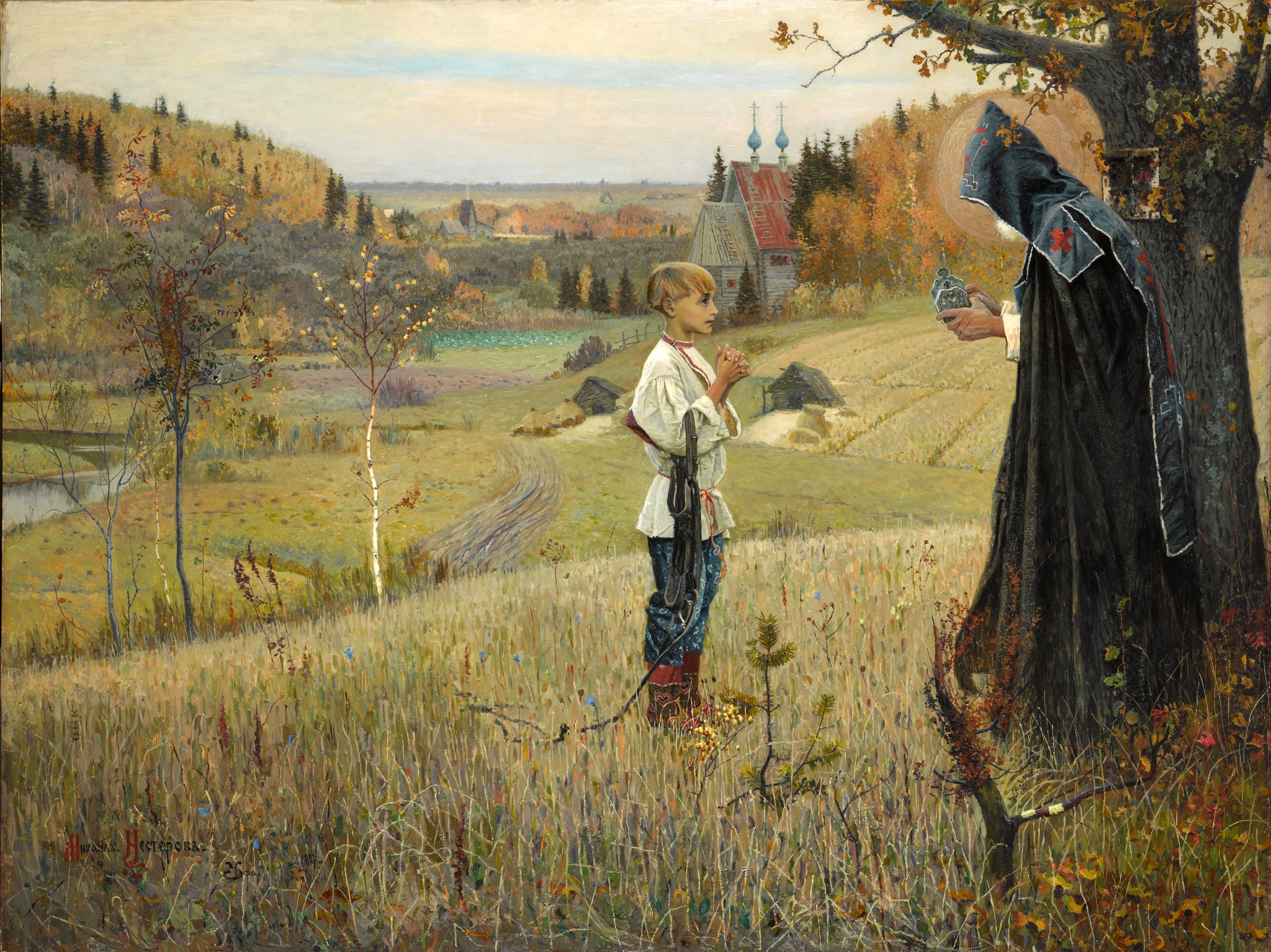
М. В. Нестеров Видение отроку Варфоломею, 1889-90. Государственная Третьяковская галерея Этюды пейзажей к картине написаны в 1889 году в окрестностях Троице-Сергиевой лавры, неподалёку от Абрамцева